# ヴィラヌフ宮殿

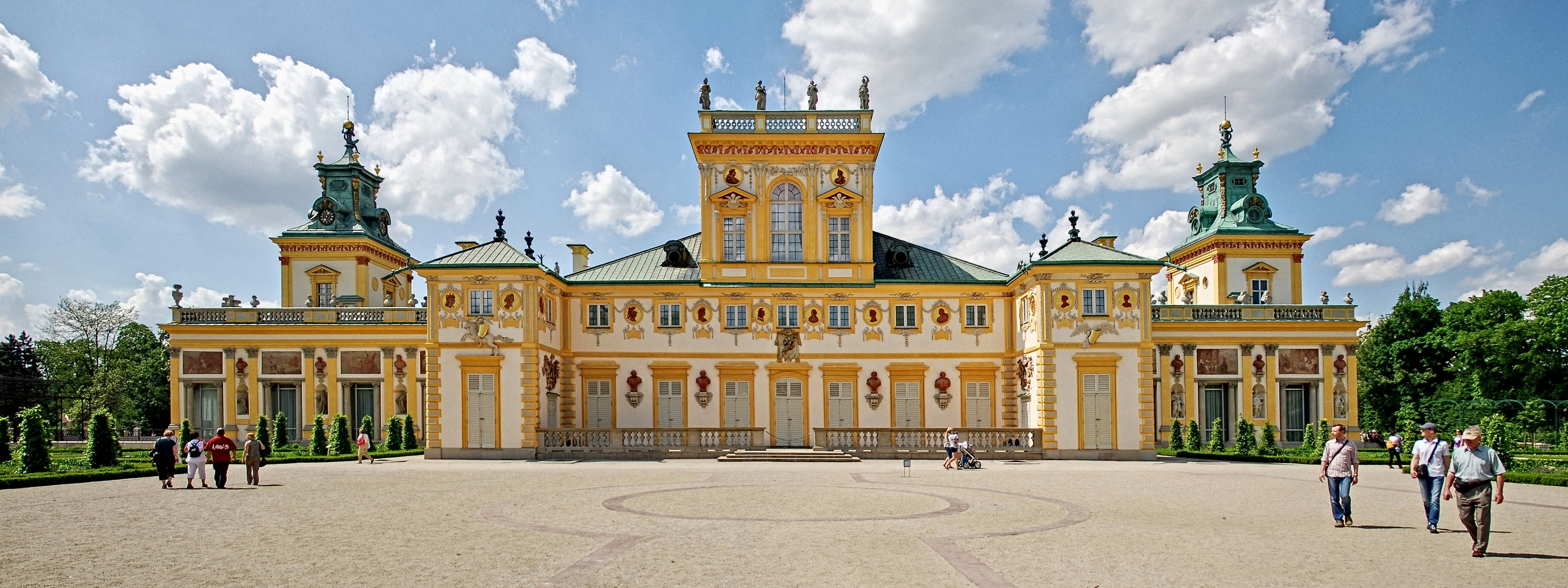
ヴィラヌフ宮殿

ヴィラヌフ宮殿（ヴィラヌフきゅうでん、ポーランド語: Pałac w Wilanowie）は、ワルシャワ市の南端にあるバロック風の宮殿。

## 概要
ヤン3世ソビエスキ（Jan Ⅲ Sobieski）の夏の宮殿として17世紀に建築された。現存するものは18世紀に拡大されたもので、イタリア人建築家による建造物。宮殿には、ヤン3世が集めた家具、時計、中国陶器、肖像画などの美術品の数々が残されている。宮殿を取り囲む庭園もすばらしく、パリ郊外のヴェルサイユ宮殿にも似た美しい庭園である。
現在は公開されており、ワルシャワ人気の観光スポットとなっている

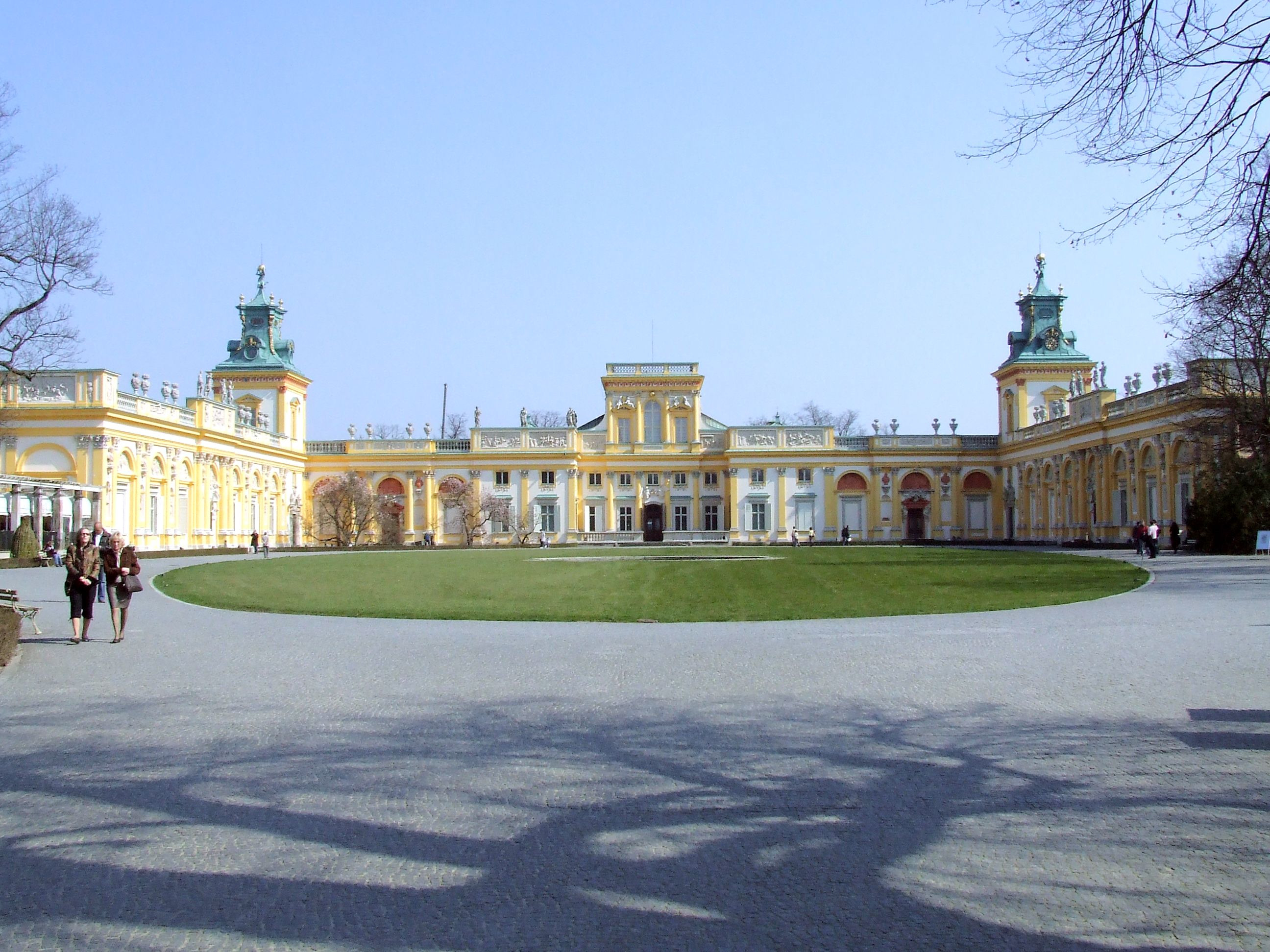
ヴィラヌフ王宮
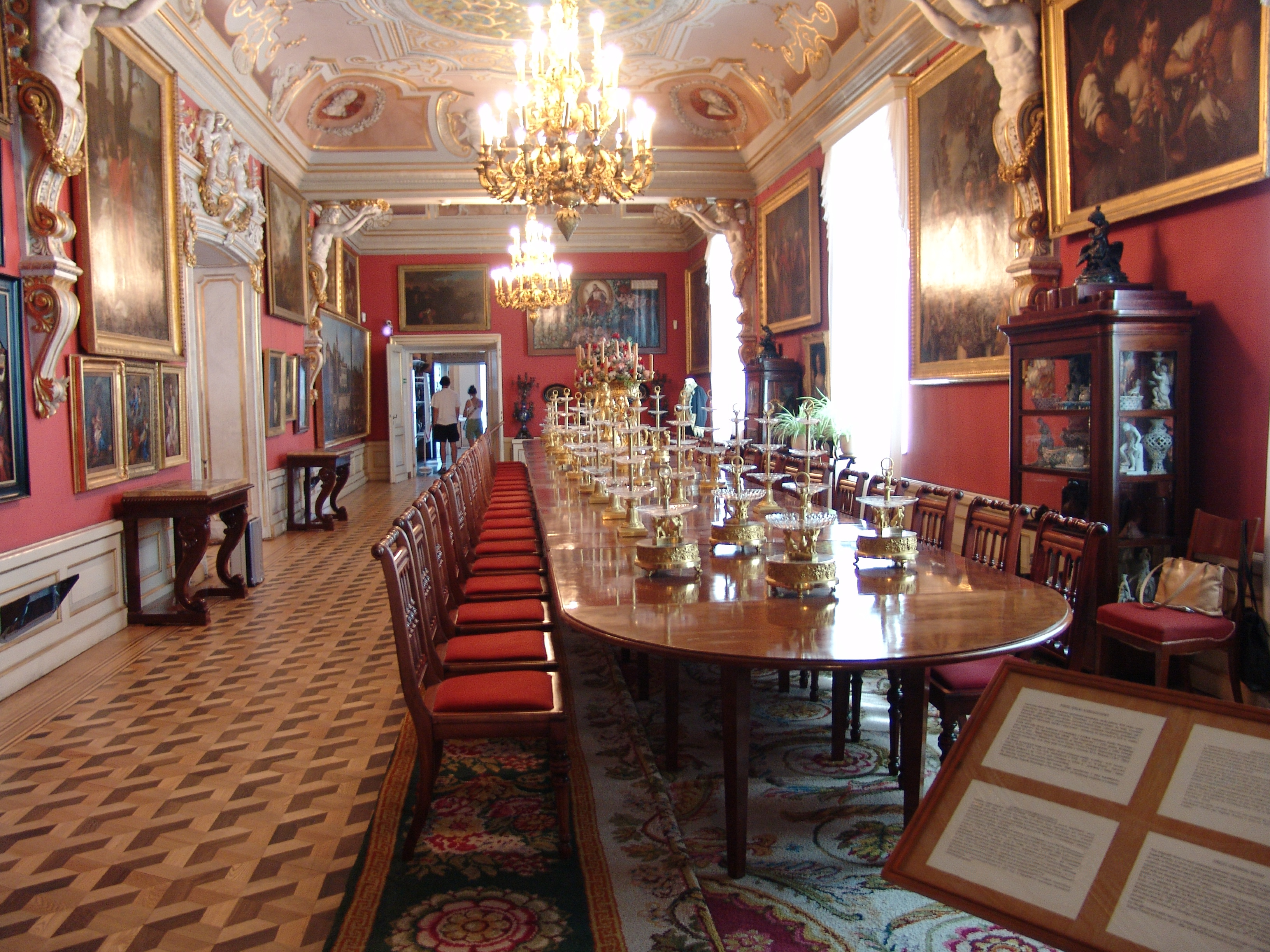
ヴィラヌフ王宮
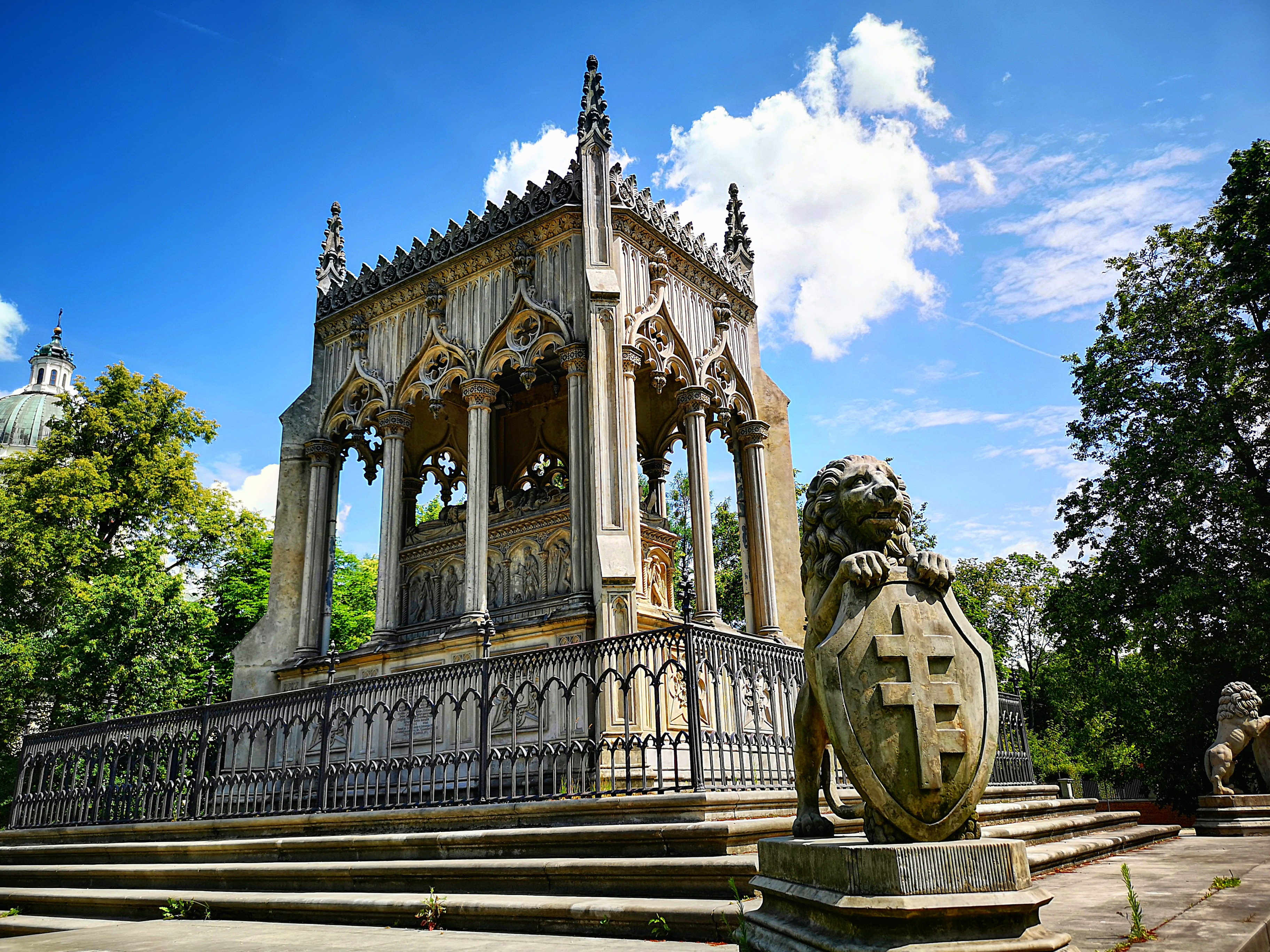
ヴィラヌフ庭園内スタニスワフ・ポトツキの霊廟
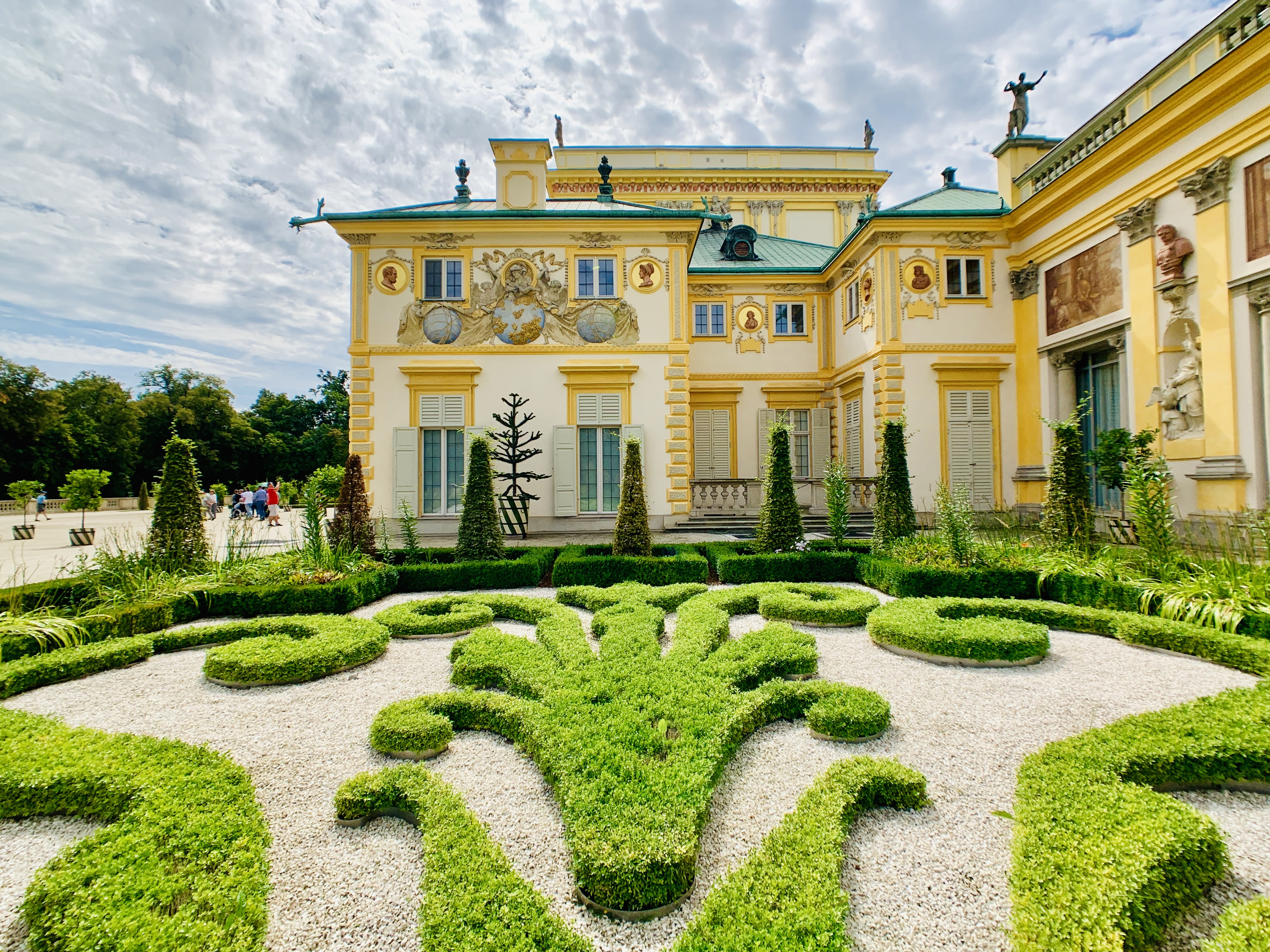
ヴィラヌフ庭園